# 林心如工作室
林心如工作室（英語：Ruby Studio）是女艺人林心如自离開华谊兄弟后於2009年成立的个人工作室，與欢瑞世纪合作，位於中國大陸北京朝陽門，2021年註銷中國大陸地區業務。

## 旗下藝人

### 旗下藝人
- 林心如

## 旗下導演
- 許富翔
- 林峰

## 已解約或離開

### 已滿約藝人
- 洪小鈴：2010－2014年
- 茅子俊：2009－2015年
- 張誠航：20？？－20？？年
- 楊志雯：20？？－20？？年

## 工作室成員
| CEO        | 林心如 |
| 總經理     | 譚君平 |
| 執行經紀人 | 張嘉仁 |
| 執行經紀人 | 劉思洋 |
| 助理       | 姍姍   |

## 影視作品

### 電視劇
| 年 份  | 劇 名                  | 職 務      |
| 2011年 | 《完美丈夫》           | 投资       |
| 2011年 | 《傾世皇妃》           | 投资、制作 |
| 2012年 | 《姐姐立正向前走》     | 投资、制作 |
| 2013年 | 《畫皮之真愛無悔》     | 投资、制作 |
| 2014年 | 《少年神探狄仁傑》     | 投资、制作 |
| 2014年 | 《16個夏天》           | 投资、制作 |
| 2016年 | 《秀麗江山之長歌行》   | 投资、制作 |
| 2017年 | 《我的男孩》           | 投资、制作 |
| 2021年 | 《她們創業的那些鳥事》 | 投资、制作 |
| 2021年 | 《華燈初上》           | 投资、制作 |

### 電視電影
| 年 份  | 片 名        | 職 務      |
| 2012年 | 《遺忘》     | 投资、制作 |
| 2014年 | 《我的媽媽》 | 投资、制作 |

### 電影
| 年 份  | 片 名        | 職 務      |
| 2016年 | 《魔宮魅影》 | 投资、制作 |
| 2017年 | 《秘果》     | 投资、制作 |

## 榮譽獎項
| 年份   | 獲提名                                       | 獎項                                 | 結果 |
| ------ | -------------------------------------------- | ------------------------------------ | ---- |
| 2011年 | 《倾世皇妃》                                 | 优酷大剧盛典年度十大电视剧奖         | 獲獎 |
| 2011年 | 《傾世皇妃》－林心如                         | 优酷大剧盛典最佳制作人奖             | 獲獎 |
| 2011年 | 《傾世皇妃》－林心如                         | 优酷大剧盛典年度最佳女主角奖（港台） | 獲獎 |
| 2011年 | 《傾世皇妃》－洪小铃                         | 优酷大剧盛典年度最佳女配角奖         | 獲獎 |
| 2011年 | 《傾世皇妃》－茅子俊                         | 优酷大剧盛典年度最佳男配角奖         | 獲獎 |
| 2011年 | 《傾世皇妃》－林心如                         | 国剧盛典年度最佳制片人奖             | 獲獎 |
| 2012年 | 《傾世皇妃》－林心如                         | 亞洲偶像盛典最佳制作人奖             | 獲獎 |
| 2012年 | 林心如                                       | 國劇盛典年度最具號召力人物           | 獲獎 |
| 2012年 | 《遺忘》－李銘順                             | 第47屆金鐘獎迷你劇集類最佳男主角     | 提名 |
| 2012年 | 《遺忘》－連奕琦                             | 第47屆金鐘獎迷你劇集類最佳導演       | 提名 |
| 2012年 | 《遺忘》－梅書豪                             | 第47屆金鐘獎迷你劇集類最佳燈光       | 提名 |
| 2015年 | 《16個夏天》                                 | 第50屆金鐘獎戲劇節目獎               | 獲獎 |
| 2015年 | 《16個夏天》－楊一展                         | 第50屆金鐘獎戲劇節目最佳男主角       | 提名 |
| 2015年 | 《16個夏天》－林心如                         | 第50屆金鐘獎戲劇節目最佳女主角       | 提名 |
| 2015年 | 《16個夏天》－謝佳見                         | 第50屆金鐘獎戲劇節目最佳男配角       | 提名 |
| 2015年 | 《16個夏天》－許瑋甯                         | 第50屆金鐘獎戲劇節目最佳女配角       | 獲獎 |
| 2015年 | 《16個夏天》－許富翔                         | 第50屆金鐘獎戲劇節目導演獎           | 獲獎 |
| 2015年 | 《16個夏天》－杜政哲、盧慧心、楊惠文、李松霖 | 第50屆金鐘獎戲劇節目編劇獎           | 提名 |
| 2015年 | 《16個夏天》－林心如                         | 第20屆亞洲電視大獎最佳女主角         | 提名 |

## 外部連結
- 林心如工作室官方微博的新浪微博（简体中文）
- 林心如的新浪微博（简体中文）
- 林心如工作室的Facebook專頁（中文）
- 林心如的Facebook專頁（中文）